# ليدي بونس
ليدي بونس (بالفرنسية: Adèle Ruffine Ngono)‏ هي مغنية كاميرونية، ولدت في يوليو 1984 في الكاميرون.